# Al Lohman
Al Lohman (ur. 15 stycznia 1933, zm. 13 października 2002) – amerykańska osobowość radiowa.

## Wyróżnienia
Posiada swoją gwiazdę na Hollywoodzkiej Alei Gwiazd.